# Antti Taskinen
 (juin 2008).
Si vous disposez d'ouvrages ou d'articles de référence ou si vous connaissez des sites web de qualité traitant du thème abordé ici, merci de compléter l'article en donnant les références utiles à sa vérifiabilité et en les liant à la section « Notes et références ».
Antti Olavi Taskinen (né en 1976) est un tueur en série finlandais, qui est responsable du meurtre de trois hommes à Tampere et Heinola. Il a été condamné à perpétuité le 31 mai 2006.
Taskinen a tué sa première victime, un étudiant de 20 ans de Tampere, en août 1996. Taskinen avait donné à la victime un surdosage de Dolcontin (morphine). C'était « un homicide involontaire aggravé » (en finnois : kuolemantuottamus) selon la cour locale.
En février 1997, Taskinen fréquentait un homme de 30 ans. L'homme est mort, et un surdosage massif d'Abalgin (dextropropoxyphène) a été trouvé dans son sang. Avant sa mort, la victime avait fait un testament en faveur de Taskinen. Ceci a été considéré comme un homicide involontaire (en finnois : tappo) selon la cour locale.
En novembre 2005, Taskinen a assassiné sa troisième et dernière victime, Markku Heimo Juhani Franssila. Il était un riche directeur commercial de 54 ans, qui avait une villa dans Heinola, là où le meurtre a eu lieu. Les hommes avaient été pacsés les quatre derniers mois. Franssila était mort d'un surdosage d'Abalgin. Le motif de ce meurtre était l'héritage que Taskinen voulait avoir.
Taskinen a été arrêté en janvier 2006. On l'a suspecté pour le meurtre de Franssila. La police a dès lors commencé à le suspecter des deux homicides plus tôt aussi. Il a été jugé coupable, et le 31 mai 2006 il a été condamné à l'emprisonnement à perpétuité pour un homicide involontaire aggravé, un homicide involontaire et un meurtre. Taskinen a fait appel de la décision, et l'audition dans la cour d'appel a commencé en février 2007.